# حزب داخلی

حزب داخلی در رمان فقط ۲٪ از جمعیت را تشکیل می‌دهد.

در جهان پادآرمانشهری رمان نوزده هشتاد و چهار جورج اورول در سال ۱۹۴۹، اقیانوسیه به سه «طبقه» تقسیم شده‌است: حزب داخلی؛ حزب بیرونی (بوروکراسی پایین) و کارگران. حزب طبقه برتر عالی حاکم است که فقط ۲٪ از کل جمعیت را تشکیل می‌دهد.
حزب داخلی به‌طور کلی اینگسوس (سوسیالیسم انگلیسی) و پلیس اندیشه را تنظیم می‌کند و تمام اعضای حزب بیرونی را از طریق صفحه نمایشگرها و دوربین‌ها تحت نظارت دقیق نگه می‌دارد، در حالی که کارگرها در شرایط افسرده (اما بدون نظارت) زندگی می‌کنند.

## شرایط زندگی
حزب داخلی نماینده طبقه سیاسی الیگارشی در اقیانوسیه است، این اولین طبقه حاکم در تاریخ است که از ایدئولوژی انصراف می‌دهد. به‌طور کلی توسط برادر بزرگ نشان داده می‌شود. اعضای حزب داخلی از کیفیت زندگی بسیار بهتر از اعضای حزب بیرونی و پرول برخوردار هستند. نمایشگرهای تله در خانه‌هایشان می‌توانند به‌طور نامحدود خاموش شوند (اگرچه اوبراین به وینستون و جولیا می‌گوید غیرعاقلانه است که آن را بیش از ۳۰ دقیقه خاموش کنید). اما این افشاگری ممکن است دروغ و نوعی فریب برای وینستون و جولیا باشد، زیرا مکالمات آنها پس از اینکه اوبراین ظاهراً صفحه تلویزیون خود را خاموش کرده بود به هر حال برای آنها پخش شد. یک توضیح محتمل تر این است که اعضای حزب داخلی توانایی خاموش کردن صفحه نمایش‌های تلویزیونی یا تله اسکرین خود را دارند، اما اوبراین برای نشان دادن وینستون و جولیا به عنوان مخالف، به سادگی این کار را انجام داد.
اعضای حزب داخلی به اتاق‌های بزرگ مسکونی، کارمندان شخصی، وسایل نقلیه موتوری خصوصی (وسایل نقلیه موتوری بسیار محدود هستند و اجازه ورود به حزب بیرونی یا کارگرام را ندارند) و غذاها، نوشیدنی‌ها و کالاهای مصرفی با کیفیت بالا، برخلاف کیفیت پایین، دسترسی دارند. جین، (عمدتاً) قهوه مصنوعی و سیگارهای نامرغوب تولید شده توسط حزب خارجی و پرولز مصرف می‌شود. اعضای حزب داخلی می‌توانند به شراب و همچنین قهوه، چای، شکر، شیر و سیگارهای خوش ساخت واقعی دسترسی داشته باشند. محله‌های حزب داخلی در مقایسه با محله‌های بیرونی حزب و پرول تمیز و قابل نمایش هستند.
اعضای احتمالی حزب داخلی در سنین جوانی با توجه به یک سری آزمایش انتخاب می‌شوند. منشأ نژادی و میراث خانوادگی تا زمانی که وفاداری آنها ثابت شود هیچ اهمیتی در این روند ندارند. در کتاب گلدستاین آمده‌است که فرزندی که از والدین حزب داخلی متولد می‌شود، به‌طور خودکار در حزب داخلی متولد نمی‌شود و همه گروه‌های نژادی در اقیانوسیه از جمله " یهودیان، سیاه پوستان و آمریکای جنوبی با سرخ‌پوستان " در این صف‌ها نمایندگی می‌کنند. از نظر بصری، اعضای حزب داخلی همیشه در جمع با لباسهای سیاه و سفید قابل شناسایی هستند. هیچ‌یک از اعضای حزب بیرونی یا پرول نمی‌توانند بدون اجازه یکی از اعضای حزب داخلی وارد محله‌های حزب داخلی شوند.
در این رمان، اوبراین تنها شخصیتی است که وینستون از اعضای حزب داخلی می‌بیند.
کتاب گلدشتاین دلیل اصلی تقسیم طبقاتی در اقیانوسیه را توضیح می‌دهد، اما این کتاب ممکن است توسط کمیته حزب داخلی ساخته شده باشد که اوبراین نیز بخشی از آن بوده‌است.